# 〈物語〉シリーズ セカンドシーズン
〈物語〉シリーズ セカンドシーズン（モノガタリシリーズ セカンドシーズン）は、日本のテレビアニメ作品。西尾維新によるライトノベルシリーズの『〈物語〉シリーズ』のうち、2010年9月に出版された『猫物語（白）』に始まり、『傾物語』、『花物語』、『囮物語』、『鬼物語』、『恋物語』までの6作品群を原作とする（小説の作品発表とアニメ放映とでは『花物語』の順番が異なるが、それについては後述する）。
2013年7月から12月までセカンドシーズンの内、5作品がテレビアニメ『〈物語〉シリーズ セカンドシーズン』として放送された。その後2014年8月16日に『〈物語〉シリーズ セカンドシーズン 花物語』（モノガタリシリーズ セカンドシーズン ハナモノガタリ）が全5話一挙放送された。
この項では、この6作品群のアニメについて記述する。セカンドシーズンの各作品の詳細についてはそれぞれの項目を参照のこと。

## 概要
セカンドシーズン全6作品のうち『猫物語（白）』、『傾物語』、『囮物語』、『鬼物語』、『恋物語』の5作品は、2013年7月より2クールにわたってTOKYO MX・毎日放送・テレビ愛知・BS11ほかにて放送。各物語の合間には、暦の語りによるファーストシーズン総集編が放送されている。本放送には予告は流れないが公式サイトで予告が配信されている。
シリーズ中時系列の異なる『花物語』のみ5作品の放送後である2014年8月16日に全5話一挙放送。当初、2014年5月31日より5週連続でのSP放送の予定であったが制作上の都合で延期となり、その代わり〈物語〉シリーズのBD/DVDに収録されているキャラクターコメンタリー版の放送が決定した。どのコメンタリーが放送されるかは化物語からセカンドシーズンまでのエピソードの中から公式サイトでの投票で決定、化物語第2話、偽物語第1話、猫物語（白）第5話、傾物語第4話、鬼物語第2話が放送された。
『〈物語〉シリーズ』のファーストシーズンとして、『化物語』が2009年7月より、『偽物語』が2012年1月より、『猫物語（黒）』が2012年12月31日にそれぞれ、同じく西尾維新原作の『刀語』が2010年1月よりテレビアニメ化されており、今作は西尾維新アニメプロジェクトの累計5作品目にあたる。
読売新聞全国版にて、それぞれの作品の東名阪での地上波放送初日に、西尾の書き下ろし短々編を含む全面広告が掲載されている。
2013年10月には、「ニュータイプアニメアワード2013」でCM賞を受賞した。

## あらすじ
とある日本の田舎町に住む高校生・阿良々木暦は、春休みに襲来した吸血鬼キスショット・アセロラオリオン・ハートアンダーブレードに襲われたことで吸血鬼の体質を持つ人間となった。
それからの半年間、阿良々木暦は様々な怪異に関わった少女たちと出会い、その事件を解決していった。
夏休みが明け、私立直江津高校にも二学期が訪れようとしていた。怪異を克服したはずの少女達に新たな「怪異」が襲来する。
羽川翼の前に現れた炎の虎－「つばさタイガー」。
八九寺真宵と不死の亡者たち－「まよいキョンシー」。
千石撫子の恋心に絡む白い蛇神－「なでこメドゥーサ」。
忍野忍の過去に現れた正体不明の存在－「しのぶタイム」。
戦場ヶ原ひたぎに迫る死の運命－「ひたぎエンド」。
神原駿河の周囲に噂される悪魔様とは－「するがデビル」。

## キャスト
- 阿良々木暦 - 神谷浩史
- 戦場ヶ原ひたぎ - 斎藤千和
- 八九寺真宵 - 加藤英美里
- 神原駿河 - 沢城みゆき
- 千石撫子 - 花澤香菜
- 羽川翼 - 堀江由衣
- 忍野メメ - 櫻井孝宏
- 忍野忍 - 坂本真綾
- 忍野扇 - 水橋かおり
- 阿良々木火憐 - 喜多村英梨
- 阿良々木月火 - 井口裕香
- 貝木泥舟 - 三木眞一郎
- 斧乃木余接 - 早見沙織
- エピソード - 入野自由
- 臥煙伊豆湖 - 雪野五月
- 沼地蠟花 - 阿澄佳奈
- 神原遠江 - 根谷美智子

## スタッフ
- 原作 - 西尾維新（講談社BOX 『猫物語（白）』、『傾物語』、『花物語』、『囮物語』、『鬼物語』、『恋物語』）
- 総監督 - 新房昭之
- 監督 - 板村智幸
- シリーズディレクター - 龍輪直征（『傾物語』）、八瀬祐樹（『鬼物語』）
- キャラクター原案 - VOFAN
- キャラクターデザイン - 渡辺明夫
- 総作画監督 - 渡辺明夫、杉山延寛（『花物語』以外）、岩崎たいすけ
- 構成 - 東冨耶子、新房昭之
- 美術設定 - 大原盛仁
- プロダクションデザイン - 武内宣之
- 美術監督 - 飯島寿治、内藤健（『花物語』）
- カラーデザイン - 滝沢いづみ
- 色彩設定 - 日比野仁、渡辺康子（『花物語』）
- ビジュアルエフェクト - 酒井基
- 撮影監督 - 会津孝幸
- 編集 - 松原理恵
- 音響監督 - 鶴岡陽太
- 音楽 - 神前暁、羽岡佳（『花物語』）
- 音楽制作 - アニプレックス
- 音楽プロデューサー - 山内真治
- プロデューサー - 岩上敦宏、松下卓也、久保田光俊
- アニメーション制作 - シャフト
- 製作 - アニプレックス、講談社、シャフト

## 主題歌
オープニングテーマ
「chocolate insomnia」（『猫物語（白）』）
作詞 - meg rock / 作曲・編曲 - 神前暁（MONACA） / 歌 - 羽川翼（堀江由衣）
本放送版「つばさタイガー 其ノ參・其ノ伍」では未使用。
「happy bite」（『傾物語』）
作詞 - meg rock / 作曲・編曲 - 神前暁（MONACA） / 歌 - 八九寺真宵（加藤英美里）
本放送版「まよいキョンシー 其ノ壹・其ノ肆」では未使用。
「もうそう♥えくすぷれす」（『囮物語』）
作詞 - meg rock / 作曲・編曲 - 神前暁（MONACA） / 歌 - 千石撫子（花澤香菜）
本放送版「なでこメドゥーサ 其ノ貳・其ノ肆」では未使用。
「white lies」（『鬼物語』〈BD/DVD版〉）
作詞 - meg rock / 作曲・編曲 - ミト（クラムボン） / コーラス - 宮越裕雄（東京混声合唱団）、山田茂（東京混声合唱団）
「fast love」（『恋物語』〈BD/DVD版「ひたぎエンド 其ノ壹 - 其ノ參」〉）
作詞 - meg rock / 作曲・編曲 - 神前暁（MONACA） / 歌 - 戦場ヶ原ひたぎ（斎藤千和）
「木枯らしセンティメント」（『恋物語』〈本放送版「ひたぎエンド 其ノ參 - 其ノ伍」、BD/DVD版「ひたぎエンド 其ノ肆 - 其ノ陸」〉）
作詞 - meg rock / 作曲・編曲 - 神前暁（MONACA） / 歌 - 戦場ヶ原ひたぎ（斎藤千和）、貝木泥舟（三木眞一郎）
「the last day of my adolescence」（『花物語』）
作詞 - meg rock / 作曲・編曲 - ミト / 歌 - 神原駿河（沢城みゆき）
テレビ放送版ではエンディングテーマに使用された。

エンディングテーマ
「アイヲウタエ」（『猫物語（白）』、総集篇I、『傾物語』）
作詞・作曲 - じん（自然の敵P） / 歌 - 春奈るな
「君の知らない物語」（総集篇II）
作詞・作曲・編曲 - ryo / 歌 - supercell
「その声を覚えてる」（『囮物語』、総集篇III、『鬼物語』）
作詞 - こだまさおり / 作曲・編曲 - 神前暁（MONACA） / 歌 - 河野マリナ
「snowdrop」（『恋物語』）
作詞 - meg rock / 作曲・編曲 - 田中秀和（MONACA） / 歌 - 春奈るな×河野マリナ
「ひたぎエンド 其ノ陸」では未使用。
「花痕 -shirushi-」（『花物語』）
作詞 - こだまさおり / 作曲 - 黒須克彦 / 編曲 - 鈴木Daichi秀行 / 歌 - 河野マリナ
テレビ放送版ではオープニングテーマに使用された。

## 各話リスト
傾物語、囮物語、鬼物語の放送前週にはそれぞれ総集篇I, II, IIIが放送された。
| 放送順                | 話数       | サブタイトル                                                               | 脚本              | 絵コンテ                                                                       | 演出                                                                      | 作画監督 | 提供バック イラスト |
| 猫物語(白)            | 猫物語(白) | 猫物語(白)                                                                 | 猫物語(白)        | 猫物語(白)                                                                     | 猫物語(白)                                                                | 猫物語(白) | 猫物語(白)          |
| --------------------- | ---------- | -------------------------------------------------------------------------- | ----------------- | ------------------------------------------------------------------------------ | ------------------------------------------------------------------------- | --- | ------------------- |
| 1                     | 第懇話     | つばさタイガー 其ノ壹                                                      | 中本宗応          | 板村智幸                                                                       | 岡田堅二朗 板村智幸                                                       | 岩崎だいすけ、新垣一成 | VOFAN               |
| 2                     | 第懇話     | つばさタイガー 其ノ貳                                                      | 中本宗応          | 数井浩子                                                                       | 佐々木純人                                                                | 松浦力 | 比村奇石            |
| 3                     | 第懇話     | つばさタイガー 其ノ參                                                      | 中本宗応          | 数井浩子                                                                       | 長岡義孝                                                                  | 小堺能夫、新垣一成 | 川井マコト          |
| 4                     | 第懇話     | つばさタイガー 其ノ肆                                                      | 中本宗応          | 杉山延寛                                                                       | 岡田堅二朗                                                                | 澤田美香、築山翔太、飯飼一幸 しまだひであき | カラスヤサトシ      |
| 5                     | 第懇話     | つばさタイガー 其ノ伍                                                      | 中本宗応          | 板村智幸 URA（羽川の手紙）                                                     | 板村智幸 URA（羽川の手紙）                                                | 宮井加奈 松浦力（羽川の手紙） | シオミヤイルカ      |
| 猫物語(黒)・総集編    |            |                                                                            |                   |                                                                                |                                                                           | |                     |
| 6                     | 第禁話     | 総集篇I - つばさファミリー                                                 | 木澤行人 中本宗応 | 川畑喬 板村智幸                                                                | 川畑喬、板村智幸 岡田堅二朗                                               | 杉山延寛、宮井加奈、名倉靖博 新垣一成、小堺能夫、松浦力 山村洋貴 | -                   |
| 傾物語                |            |                                                                            |                   |                                                                                |                                                                           | |                     |
| 7                     | 第閑話     | まよいキョンシー 其ノ壹                                                    | 木澤行人          | 龍輪直征                                                                       | 龍輪直征                                                                  | 大梶博之、斉藤和也 | VOFAN               |
| 8                     | 第閑話     | まよいキョンシー 其ノ貳                                                    | 中本宗応          | 名倉靖博                                                                       | 永岡智佳                                                                  | 櫻井司、斉藤美香、小堺能夫 | 押切蓮介            |
| 9                     | 第閑話     | まよいキョンシー 其ノ參                                                    | 木澤行人          | 笹木信作                                                                       | 安食圭                                                                    | 新垣一成、山崎淳、熊谷勇也 斉藤和也、長山延好 | okama               |
| 10                    | 第閑話     | まよいキョンシー 其ノ肆                                                    | 木澤行人          | 笹木信作                                                                       | 佐々木純人                                                                | 大梶博之、松浦力、山崎淳 熊谷勇也、長山延好 | 西田亜沙子          |
| 化物語・総集編        |            |                                                                            |                   |                                                                                |                                                                           | |                     |
| 11                    | -          | 総集篇II - ひたぎクラブ - まよいマイマイ - するがモンキー - なでこスネイク | 木澤行人 中本宗応 | 武内宣之、福田道生 尾石達也、あおきえい 板村智幸、鈴木利正                     | 大沼心、鈴木利正 尾石達也、宮本幸裕 板村智幸、徳本義信 美甘義人、福多潤   | 渡辺明夫、北崎正浩、武内宣之 伊藤良明、杉山延寛、岩崎たいすけ 石丸賢一、村上やすひと、水上ろんど 長谷川享雄、竹森由加、石田啓一 八代きみこ、野田めぐみ                                                           | -                   |
| 囮物語                |            |                                                                            |                   |                                                                                |                                                                           | |                     |
| 12                    | 第亂話     | なでこメドゥーサ 其ノ壹                                                    | 木澤行人          | 川畑喬                                                                         | 土屋浩幸                                                                  | 武本大介、清水勝祐、伊藤良明 | VOFAN               |
| 13                    | 第亂話     | なでこメドゥーサ 其ノ貳                                                    | 木澤行人          | 八瀬祐樹                                                                       | 鈴木孝聡                                                                  | 宮井加奈 | 桂井よしあき        |
| 14                    | 第亂話     | なでこメドゥーサ 其ノ參                                                    | 木澤行人          | 室井ふみえ                                                                     | 岡田堅二朗                                                                | 小堺能夫、潮月一也、築山翔太 | 西岡兄妹            |
| 15                    | 第亂話     | なでこメドゥーサ 其ノ肆                                                    | 木澤行人          | 川畑喬                                                                         | 宮原秀二                                                                  | 武本大介、清水勝祐、新垣一成 伊藤良明 | 羽海野チカ          |
| 化物語&偽物語・総集編 |            |                                                                            |                   |                                                                                |                                                                           | |                     |
| 16                    | -          | 総集篇III - つばさキャット - かれんビー - つきひフェニックス               | 木澤行人 中本宗応 | 板村智幸、八瀬祐樹 森義博、岩崎安利 川畑喬、佐々木満 大谷肇、芦野芳晴 笹木信作 | 尾石達也、板村智幸 八瀬祐樹、宮本幸裕 石川俊介、美甘義人 川畑喬、龍輪直征 | 渡辺明夫、石丸賢一、岩崎たいすけ 杉山延寛、松本元気、潮月一也 茂木琢次、牛島希、梶浦紳一郎 山村洋貴、前田達之、高野晃久 伊藤良明、阿部智之、中島千明 尾尻進矢、斉藤敦史、中村直人 赤尾良太郎、櫻井司、佐々木貴宏 | -                   |
| 鬼物語                |            |                                                                            |                   |                                                                                |                                                                           | |                     |
| 17                    | 第忍話     | しのぶタイム 其ノ壹                                                        | 中本宗応          | 室井ふみえ                                                                     | 龍輪直征                                                                  | 松浦力、斉藤和也、熊谷勇也 小堺能夫 | VOFAN               |
| 18                    | 第忍話     | しのぶタイム 其ノ貳                                                        | 中本宗応          | 数井浩子                                                                       | 永岡智佳                                                                  | 櫻井司、熊谷勇也 紺野大樹（劇中絵巻） | 宮本承司            |
| 19                    | 第忍話     | しのぶタイム 其ノ參                                                        | 中本宗応          | 八瀬祐樹                                                                       | 久保山英一                                                                | 伊藤良明、清水勝祐、武本大介 高野晃久、新垣一成、小堺能夫 | ワダアルコ          |
| 20                    | 第忍話     | しのぶタイム 其ノ肆                                                        | 中本宗応          | 川畑喬                                                                         | 八瀬祐樹                                                                  | 宮井加奈、山村洋貴、築山翔太 松本元気、田中譲 | 江口夏実            |
| 恋物語                |            |                                                                            |                   |                                                                                |                                                                           | |                     |
| 21                    | 第恋話     | ひたぎエンド 其ノ壹                                                        | 木澤行人          | 数井浩子                                                                       | 岡田堅二朗                                                                | 松浦力、渡邊和夫 | VOFAN               |
| 22                    | 第恋話     | ひたぎエンド 其ノ貳                                                        | 木澤行人          | 室井ふみえ                                                                     | 佐々木純人                                                                | 宮井加奈、柴田志郎 針玉ヒロキ（貝木のメモ） | 岩元辰郎            |
| 23                    | 第恋話     | ひたぎエンド 其ノ參                                                        | 木澤行人          | 青山弘                                                                         | 龍輪直征                                                                  | 伊藤良明、新垣一成、斎藤和也 針玉ヒロキ（貝木のメモ） | 古味直志            |
| 24                    | 第恋話     | ひたぎエンド 其ノ肆                                                        | 木澤行人          | 水野和則                                                                       | 宮本幸裕                                                                  | 渡邊和夫、松本元気、櫻井司 針玉ヒロキ（貝木のメモ） | キナコ              |
| 25                    | 第恋話     | ひたぎエンド 其ノ伍                                                        | 木澤行人          | 黒沢守                                                                         | 久保山英一                                                                | 松浦力、築山翔太、小堺能夫 斉藤和也 針玉ヒロキ（貝木のメモ） | 山本タカト          |
| 26                    | 第恋話     | ひたぎエンド 其ノ陸                                                        | 木澤行人          | 高橋知也                                                                       | 岡田堅二朗                                                                | 渡邉和夫、山村洋貴、伊藤良明 松本元気、新垣一成、小堺能夫 松浦力、岩崎たいすけ 遠山えま（撫子のマンガ） | 渡辺明夫            |
| 花物語                |            |                                                                            |                   |                                                                                |                                                                           | |                     |
| 1                     | 第變話     | するがデビル 其ノ壹                                                        | 木澤行人          | 数井浩子                                                                       | 岡田堅二朗                                                                | 小堺能夫、新垣一成、岩崎たいすけ | VOFAN               |
| 1                     | 第變話     | するがデビル 其ノ貳                                                        | 中本宗応          | 黒沢守                                                                         | 宮本幸裕                                                                  | 松浦力、石原恵治、築山翔太 | VOFAN               |
| 1                     | 第變話     | するがデビル 其ノ參                                                        | 中本宗応          | 板村智幸                                                                       | 久保山英一                                                                | 小堺能夫、伊藤良明、新垣一成 | VOFAN               |
| 1                     | 第變話     | するがデビル 其ノ肆                                                        | 中本宗応          | 岡田堅二朗                                                                     | 岡田堅二朗                                                                | 横田拓己、松浦力、築山翔太 | VOFAN               |
| 1                     | 第變話     | するがデビル 其ノ伍                                                        | 中本宗応          | 板村智幸                                                                       | 板村智幸                                                                  | 高野晃久、新垣一成、伊藤良明 小堺能夫、築山翔太、松浦力 | VOFAN               |

## 放送局
| 放送地域              | 放送局                | 放送期間                      | 放送日時              | 放送系列                                | 備考                                |
| 猫物語（白） - 恋物語 | 猫物語（白） - 恋物語 | 猫物語（白） - 恋物語         | 猫物語（白） - 恋物語 | 猫物語（白） - 恋物語                   | 猫物語（白） - 恋物語               |
| --------------------- | --------------------- | ----------------------------- | --------------------- | --------------------------------------- | ----------------------------------- |
| 東京都                | TOKYO MX              | 2013年7月6日 - 12月28日       | 土曜 24:00 - 24:30    | 独立局                                  | 『E!TV』枠                          |
| 栃木県                | とちぎテレビ          | 2013年7月6日 - 12月28日       | 土曜 24:00 - 24:30    | 独立局                                  |                                     |
| 群馬県                | 群馬テレビ            | 2013年7月6日 - 12月28日       | 土曜 24:00 - 24:30    | 独立局                                  |                                     |
| 神奈川県              | tvk                   | 2013年7月6日 - 12月28日       | 土曜 24:00 - 24:30    | 独立局                                  |                                     |
| 埼玉県                | テレ玉                | 2013年7月6日 - 12月28日       | 土曜 24:30 - 25:00    | 独立局                                  |                                     |
| 千葉県                | チバテレビ            | 2013年7月6日 - 12月28日       | 土曜 24:30 - 25:00    | 独立局                                  |                                     |
| 愛知県                | テレビ愛知            | 2013年7月6日 - 12月28日       | 土曜 25:50 - 26:20    | テレビ東京系列                          |                                     |
| 近畿広域圏            | 毎日放送              | 2013年7月6日 - 12月28日       | 土曜 26:28 - 26:58    | TBS系列                                 | 『アニメシャワー』第2部             |
| 韓国全域              | ANIPLUS               | 2013年7月8日 - 12月30日       | 月曜 24:00 - 24:30    | CS放送 IP放送 ケーブルテレビ ネット配信 | 19歳以上視聴可で放送 韓国語字幕あり |
| 福岡県                | TVQ九州放送           | 2013年7月9日 - 12月30日       | 火曜 26:35 - 27:05    | テレビ東京系列                          |                                     |
| 北海道                | テレビ北海道          | 2013年7月10日 - 2014年1月8日  | 水曜 26:05 - 26:35    | テレビ東京系列                          |                                     |
| 日本全域              | ニコニコ生放送        | 2013年7月11日 - 2014年1月2日  | 木曜 22:30 - 23:00    | ネット配信                              |                                     |
| 日本全域              | ニコニコチャンネル    | 2013年7月11日 - 2014年1月2日  | 木曜 23:00 更新       | ネット配信                              |                                     |
| 日本全域              | BS11                  | 2013年7月13日 - 2014年1月11日 | 土曜 24:00 - 24:30    | BS放送                                  | 『ANIME+』枠                        |
| 日本全域              | バンダイチャンネル    | 2013年7月18日 - 2014年1月9日  | 木曜 24:00 更新       | ネット配信                              | 配信後1週間無料（有料会員）         |
| 日本全域              | GYAO!                 | 2013年7月18日 - 2014年1月9日  |                       | ネット配信                              |                                     |
| 日本全域              | ひかりTV              | 2013年7月19日 - 2014年1月10日 |                       | ネット配信                              |                                     |
| 花物語                |                       |                               |                       |                                         |                                     |
| 東京都                | TOKYO MX              | 2014年8月16日                 | 土曜 19:00 - 21:00    | 独立局                                  |                                     |
| 日本全域              | BS11                  | 2014年8月16日                 | 土曜 20:00 - 22:00    | BS放送                                  | 『ANIME+』枠                        |
| 日本全域              | ニコニコ生放送        | 2014年8月16日                 | 土曜 21:00 - 23:00    | ネット配信                              |                                     |

## BD / DVD
Blu-ray Disc完全生産限定版、DVD完全生産限定版、DVD通常版の3種類が発売された。限定版には主題歌やサウンドトラック、あとがたりを収めた音楽CDなどの各種特典が付属する。西尾維新書き下ろしのキャラクターコメンタリー（登場キャラクターによる副音声のオーディオコメンタリー）は化物語などに引き続いて本作にも収録される。また、テレビ放送された総集篇については、猫物語（白）下巻、傾物語下巻、囮物語下巻にそれぞれI, II, IIIが特典映像として収録され、またテレビ放送されなかった次回予告が各話に追加されている。花物語の「するがデビル 其ノ貳」にはテレビ放送版ではカットされたCパートが追加された。
鬼物語上下巻には読売新聞に掲載された各物語の全面広告に掲載された西尾維新描き下ろし短々編と全面広告の縮小版を収録した別冊ブックレット「新聞広告全集（上）」、「新聞広告全集（下）」がそれぞれ付属する。
恋物語第2巻限定版には、遠山えまによる千石撫子の漫画を再現した「キミとなでっこ!」全3話が収録の別冊ブックレットが付属する。これは『〈物語〉シリーズヒロイン本 其の肆 千石撫子』（ISBN 978-4062187947）に第1話が掲載、講談社『ARIA』2014年8月号に第1&2話が掲載されている。
| 巻           | 巻     | 発売日         | 収録話                      | コメンタリー                                                                             | 限定版付属CD                                                |
| ------------ | ------ | -------------- | --------------------------- | ---------------------------------------------------------------------------------------- | ----------------------------------------------------------- |
| 猫物語（白） | 第一巻 | 2013年10月23日 | つばさタイガー 其ノ壹 - 参  | 羽川翼、戦場ヶ原ひたぎ                                                                   | 「chocolate insomnia」                                      |
| 猫物語（白） | 第二巻 | 2013年11月27日 | つばさタイガー 其ノ肆、伍   | 阿良々木月火、千石撫子                                                                   | 猫物語（白）劇伴音楽集 & あとがたり                         |
| 傾物語       | 第一巻 | 2013年12月25日 | まよいキョンシー 其ノ壹、貳 | 八九寺真宵、忍野忍                                                                       | 「happy bite」                                              |
| 傾物語       | 第二巻 | 2014年1月22日  | まよいキョンシー 其ノ參、肆 | 八九寺真宵、羽川翼                                                                       | 傾物語劇伴音楽集 & あとがたり                               |
| 囮物語       | 第一巻 | 2014年2月26日  | なでこメドゥーサ 其ノ壹、貮 | 影縫余弦、斧乃木余接                                                                     | 「もうそう♡えくすぷれす」                                   |
| 囮物語       | 第二巻 | 2014年3月26日  | なでこメドゥーサ 其ノ參、肆 | 阿良々木火憐、阿良々木月火                                                               | 囮物語劇伴音楽集 & あとがたり                               |
| 鬼物語       | 第一巻 | 2014年4月23日  | しのぶタイム 其ノ壹、貮     | 忍野忍、斧乃木余接                                                                       | 「white lies」 & キャストトーク                             |
| 鬼物語       | 第二巻 | 2014年5月28日  | しのぶタイム 其ノ參、肆     | 忍野扇、千石撫子                                                                         | 鬼物語劇伴音楽集 & あとがたり                               |
| 恋物語       | 第一巻 | 2014年6月25日  | ひたぎエンド 其ノ壹 - 參    | 其ノ壹: 羽川翼、忍野扇 其ノ貳: 忍野扇、阿良々木月火 其ノ參: 阿良々木月火、戦場ヶ原ひたぎ | 「fast love」 & 恋物語劇伴音楽集                            |
| 恋物語       | 第二巻 | 2014年7月23日  | ひたぎエンド 其ノ肆 - 陸    | 戦場ヶ原ひたぎ、羽川翼                                                                   | 「木枯らしセンティメント」 & あとがたり                     |
| 花物語       | 第一巻 | 2014年9月24日  | するがデビル 其ノ壹、貳     | 神原駿河、忍野扇                                                                         | 「the last day of my adolescence」 & 花物語劇伴音楽集其ノ壹 |
| 花物語       | 第二巻 | 2014年10月22日 | するがデビル 其ノ參 - 伍    | 神原駿河、忍野扇                                                                         | 「花痕 –shirushi-」& 花物語劇伴音楽集其ノ貳 & あとがたり    |
| BOX          | BOX    | 2017年6月28日  | 全28話、総集編全3話         | 上記全てを収録                                                                           | -                                                           |

## パチスロ
サミーから2020年3月に「パチスロ〈物語〉シリーズセカンドシーズン」が発売された。

## パチンコ
サミーから2021年2月に「P〈物語〉シリーズ セカンドシーズン」が発売された。